# Dis-moi tout de toi
Dis-moi tout de toi ou Dis-moi tout sur toi (titre original : « Tell me all about Yourself ») est une nouvelle macabre de science-fiction de Francis Busby.

## Publications
Entre 1973 et 2014, la nouvelle a été éditée à une dizaine de reprises dans des recueils de nouvelles ou des anthologies de science-fiction.

### Publications aux États-Unis
La nouvelle est notamment parue en octobre 1973 sous le titre Tell me all about Yourself dans For New Dimensions - 3.

### Publications en France
La nouvelle a été publiée en France :
- dans le recueil Après nous le délire, éditions Casterman, janvier 1977, collection Autres temps, Autres mondes - Anthologies no 20 ;
- sous le titre Dis-moi tout sur toi dans Univers 18, éditions J'ai lu, 1979 ;
- dans l'anthologie Histoires de l'an 2000, janvier 1985, La Grande Anthologie de la science-fiction no 3817 (1985, réédition en 1999).

## Résumé
Trois hommes sont à Hong Kong. Ils décident d'aller dans une maison close où l'on vend mieux que de simples prostituées : on peut y avoir des relations tarifées avec des cadavres. Les femmes sont classées en trois catégories, selon leur état : catégorie A (encore chaudes) ; catégorie B (refroidies) ; catégorie C (totalement froides et en début de décomposition). 
Le narrateur, qui s'appelle Dale, et ses deux copains Vance et Charie, ont pris diverses drogues, et c'est l'esprit embrumé qu'ils ont pénétré dans cette maison close spéciale. Chacun fait son choix. Le narrateur, pour sa part, a choisi une A+ : il s'agit d'une jeune fille ravissante, encore vierge. 
Au moment où il se rend dans la salle légèrement réfrigérée et où il voit le corps, une étrange sensation l'envahit : il aurait aimé connaître cette jeune fille ; il aurait aimé la connaître de son vivant. Restant près d'elle, il en tombe amoureux. Il se résout à voler le corps et à s'enfuir subrepticement. Il loue une barque, y met le cadavre, et va le faire disparaître en mer. Il va ensuite rejoindre ses camarades, sans oser leur raconter son étrange histoire d'amour. 
La nouvelle se termine par ces mots : « Je ne pouvais rien raconter. Pas à Charlie, pas même à Vance. Difficile à imaginer. J'aurais tellement aimé qu'elle me réponde, mais elle n'avait pas voulu ».